# Японский костюм

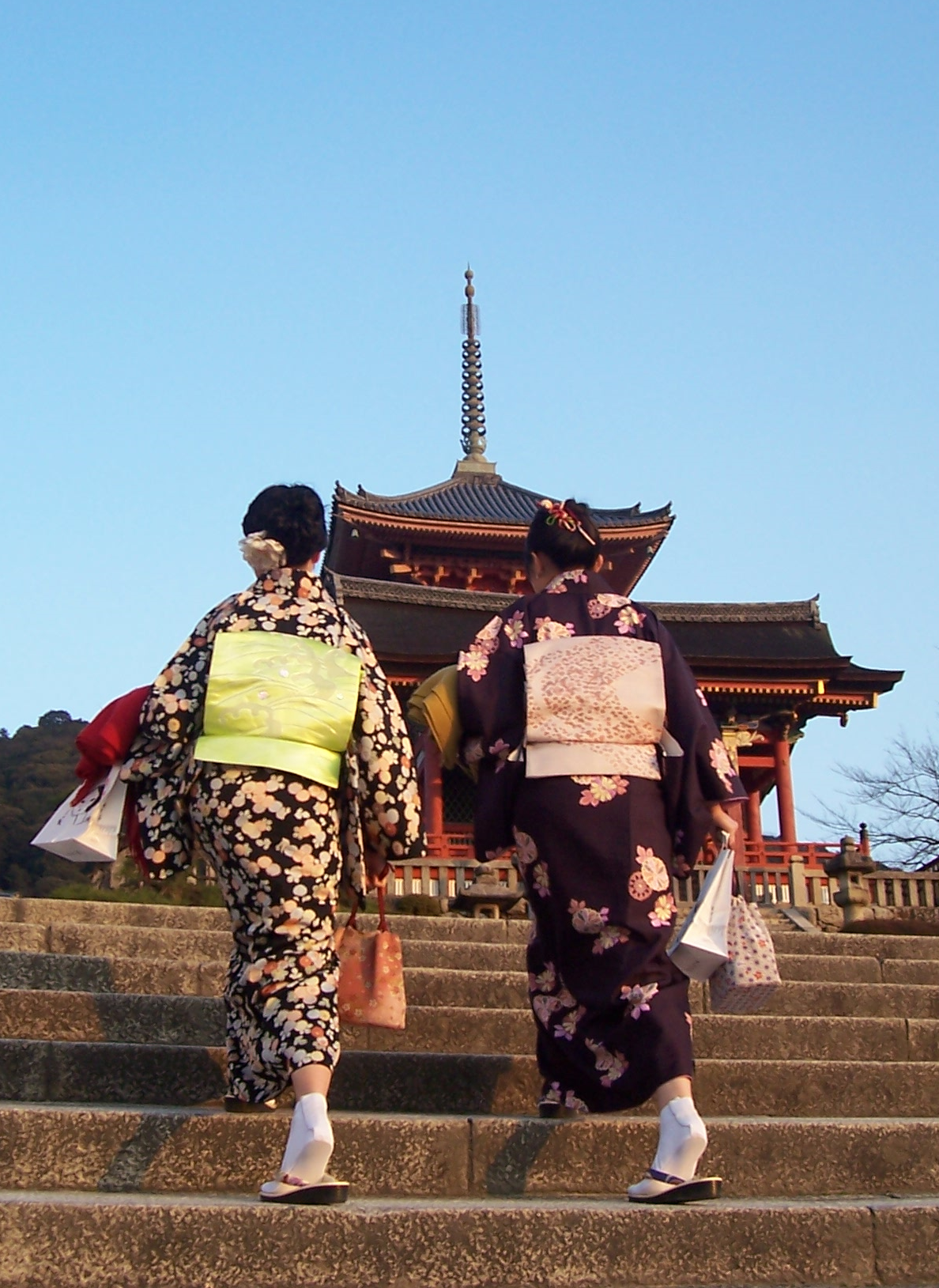
Японские девушки в кимоно. У обеих оби завязаны популярным барабанным бантом (тайко мусуби)

Японская одежда — национальная и современная одежда и обувь Японии.

## Одежда

### Кимоно
Кимоно́ (яп. 着物, «одежда») — длинный халат с широкими рукавами, связанный поясом — традиционная одежда в Японии. С середины XIX века считается японским «национальным костюмом». Также кимоно является рабочей одеждой гейш и майко (будущая гейша).
С кимоно связан японский праздник «Сити-Го-Сан».

#### Оби
Оби (яп. 帯, букв. «пояс») — японский пояс, носимый как мужчинами, так и женщинами поверх кимоно и кэйкоги.

### Кэйкоги
Кэйкоги (яп. 稽古着 или 稽古衣) — японское слово, означающее тренировочный костюм (кэйко — тренировка, ги(ки) — костюм, одежда). В России и в бывших союзных республиках ещё не совсем верно называют эту одежду «кимоно» (их отличие в том, что у кимоно нет штанов). Синонимом слова кэйкоги является слово доги (одежда для занятий боевыми искусствами). Кэйкоги используется для обозначения униформы, носимой при занятиях боевыми искусствами.

### Хакама
Хакама (яп. 袴) — первоначально в Японии кусок материи, обертываемый вокруг бедер, позднее длинные широкие штаны в складку, похожие на юбку или шаровары, традиционно носимая мужчинами в неформальной обстановке, в качестве формы в некоторых боевых искусствах.

### Юката
Юка́та (яп. 浴衣) — традиционная одежда, представляющая собой летнее повседневное хлопчатобумажное кимоно без подкладки. Произошла от банного халата, который носили в эпоху Эдо.

## Обувь

### Таби
Таби — носки с отделением для большого пальца. Применяются при ношении национальной обуви. Традиционно изготавливаются из белого плотного материала, застегиваются на крючки вдоль щиколотки. Сегодня носят таби и иных расцветок.

### Гэта
Гэта (яп. 下駄) — японские деревянные сандалии в форме скамеечки, одинаковые для обеих ног (сверху имеют вид прямоугольников со скруглёнными вершинами и, возможно, немного выпуклыми сторонами). Придерживаются на ногах ремешками, проходящими между большим и вторым пальцами.

### Дзори
Дзори — вид национальной обуви, непременный атрибут национального парадного костюма. Сандалии без каблука, но с утолщением к пятке. Придерживаются на ногах ремешками, проходящими между большим и вторым пальцами. Изготавливаются из кожи, соломы, синтетических материалов.